# Söderby, Lemland
Söderby är en by i Lemland på Åland och kommunens administrativa centrum. Förutom kommungården finns här bibliotek och en lågstadieskola. Söderby har 357 invånare (2015).

## Befolkningsutveckling
| Befolkningsutvecklingen i Söderby 2000–2015 | Befolkningsutvecklingen i Söderby 2000–2015 | Befolkningsutvecklingen i Söderby 2000–2015 | Befolkningsutvecklingen i Söderby 2000–2015 | Befolkningsutvecklingen i Söderby 2000–2015 |
| ------------------------------------------- | ------------------------------------------- | ------------------------------------------- | ------------------------------------------- | ------------------------------------------- |
|                                             |                                             |                                             |                                             |                                             |
| År                                          |                                             |                                             | Folkmängd                                   |                                             |
| 2000                                        | 2000                                        |                                             | 292                                         |                                             |
| 2005                                        | 2005                                        |                                             | 305                                         |                                             |
| 2010                                        | 2010                                        |                                             | 342                                         |                                             |
| 2015                                        | 2015                                        |                                             | 357                                         |                                             |